# IRAK-4
La cinasa-4 associada al receptor de la interleucina 1 (IRAK-4, de l'anglès interleukin-1 receptor-associated kinase 4) és una proteïna-cinasa pertanyent a la família de les IRAK. Té un rol essencial en la immunitat innata, ja que intervé en les vies de senyalització implicades en el reconeixement primerenc dels agents patògens i en la iniciació de la resposta inflamatòria per combatre una infecció. En concret, participa en la ruta de senyalització dels receptors de tipus Toll que són un grup de receptors fonamentals per establir la resposta immunitària innata. L'activitat d'aquesta cinasa és requerida per l'eficient reclutament de l'IRAK-1 al complex receptor d'IL-1, desencadenant cascades de senyalització intracel·lular que donaran lloc a la regulació de la transcripció, l'estabilització de l'ARNm i la sensibilitat de l'IL-1. IRAK-4 és capaç d' interactuar únicament amb un altre membre de la família de les IRAK, IRAK-1, fosforilant-lo per induir la seva activació. La proteïna contribueix amb la seva activitat cinasa a l'activació de NF-kB, un complex proteic encarregat de controlar la transcripció de l'ADN, a través de la fosforilació d'IRAK-1. Si s'impedeix el reclutament d'IRAK-4, es bloqueja l'activació del complex NF-kB. És per això que adopta un paper central en el primerenc senyal de transducció dels receptors de tipus Toll i IL-1.
És una proteïna humana que es troba expressada en el citosol. No obstant això, també realitza la seva activitat en compartiments intracel·lulars com el citoplasma, la membrana de l'endosoma, el nucli i la membrana plasmàtica.

## Estructura
La IRAK-4 comparteix part de l'estructura de les altres IRAK amb la mateixa capacitat d'activació de similars vies de transducció, però té propietats funcionals úniques. Gràcies a tècniques de cristal·lització, s'ha pogut determinar la seva estructura secundària i la seva conformació en l'espai.

### Estructura primària
La seqüència d'aminoàcids de l'IRAK-4, que determina la resta de les estructures proteiques amb nivells superiors d'organització, presenta similituds amb la resta de proteïnes de la família de les IRAK. És una proteïna composta per un total de 460 aminoàcids, compartint entre un 30 i un 40% d'aquests amb les altres IRAKs, i té una massa molecular de 52kDa. La seqüència completa de l'IRAK-4 és aquesta: 

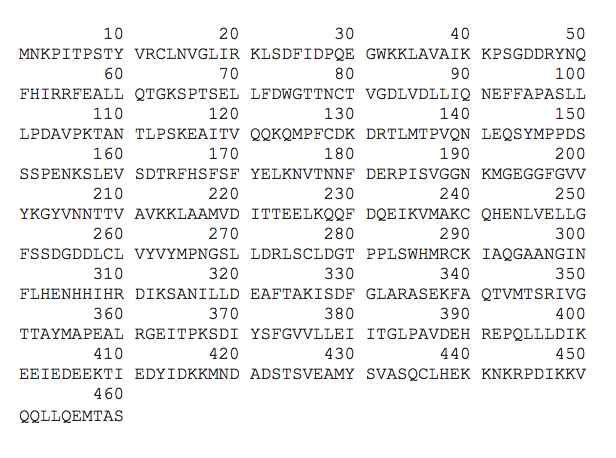
Seqüência d'aminoàcids de la proteína humana IRAK-4.

Els centres d'unió o llocs d'enllaç de la proteïna es troben en la posició 213 i 319, corresponents a una Lisina (K) i un Aspartat (D) respectivament. Aquestes regions de l'IRAK-4 representen el lloc d'unió de l'ATP. El centre actiu o lloc actiu de la proteïna es troba en la posició 311, corresponent a un Aspartat. El punt en qüestió és un acceptor de protons.

### Estructura secundària
La cristal·lització del dímer de la IRAK-4 ens permet conèixer l'estructura secundària i la seva conformació a l'espai. La proteïna té diverses cadenes capaces de formar hèlix-α i conformacions β o làmines plegades. També s'observa la presència de diversos girs β:
Consta de dues regions de diferent mida capaces d'unir-se amb nucleòtids. Es tracta de regions de 9 (192-200) i 4 (313-316) aminoàcids. En la regió N-terminal (lòbul N) de la proteïna s'hi troba el domini de mort de la proteïna, igual que en la resta de les proteïnes de la família IRAK. No obstant això, s'ha identificat en IRAK-4 un domini en la regió terminal C (lòbul C) que, a diferència de la resta de les IRAKs, només consta d'uns pocs aminoàcids.

### Estructura terciària
L'estructura terciària de la proteïna la constitueixen 2 dominis proteics. El domini de mort (Death Domain) que s'estén des de la posició 20 fina la 104, que consta de 85 aminoàcids, i el domini central de proteïna-cinasa que s'estén des de la posició 186 fins a la 454, que consta de 269 aminoàcids. Aquest Death Domain (DD), format per hèlix-α, és bastant freqüent en complexes de senyalització de vies immunitàries, ja que resulta fonamental en el reclutament de cinases activadores de vies de senyalització. El seu gran domini cinasa li dona el rol de proteïna-cinasa activa. En concret, l'IRAK-4 és una proteïna Ser/Thr cinasa.

### Estructura quaternària

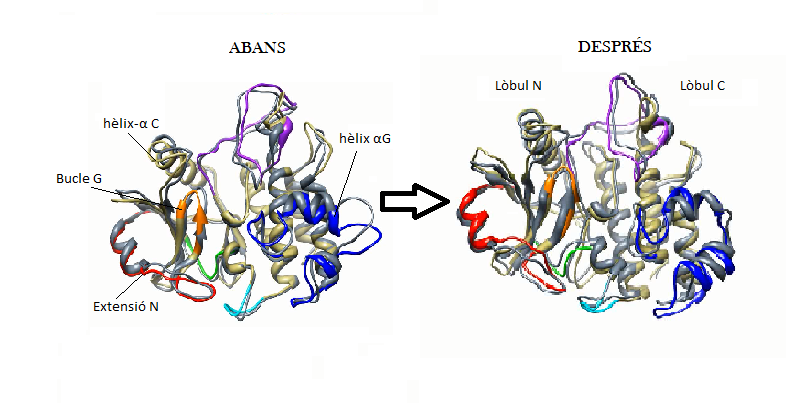
En el canvi de conformació de la Irak-4, es pot observar que la hèlix-α C i el bucle G, pertanyents al Lòbul N, es desplacen cap al Lòbul C. D'aquesta manera, la proteïna queda innactivada.

La proteïna IRAK-4 està formada per més d'una subunitat o protòmer. Es tracta d'una associació de 2 protòmers que constitueixen així la proteïna biològica activa, constituint així un dímer.

### Alteracions i canvis conformacionals
Es coneix que l'IRAK-4 conté certs aminoàcids modificats. En la posició 1 trobem una N-acetilmetionina, en la 34 una N6-acetillisina, en la 342 i 345 una treonina fosforilada i en la posició 349 una serina fosforilada. Es tracta, per tant, de metionines i lisines acetilades i de treonines i serines fosforilades.
La proteïna-cinasa pateix autofosforilació i fosforilació creuada després de l'activació per sobreexpressió. Gràcies a la cristal·lització del dímer de la IRAK-4, s'ha demostrat que pateix una trans-autofosforilació en lloc d'una cis-autofosforilació. IRAK-4 consta d'una única treonina fosforilada que interacciona amb el glutamat de l'hèlix d'activació, ubicada prop del lòbul C, anomenada helix-α C. Aquesta hèlix pot permetre el tancament del lloc d'acoblament del substrat, fent que la cinasa es trobi de forma inactiva. La helix-α C i el bucle G pertanyents al lòbul N, es mouen contra el lòbul C, en particular contra el segment d'activació. Com a resultat de la interacció entre els 2 aminoàcids citats, hèlix-α C és "empesa" cap dins per mantenir la seva orientació d'activació. L'autoactivació de la proteïna i els canvis al·lostèrics necessaris que es produeixen, representen un procés comú entre cinases activades per autofosforilació.
IRAK-4 és capaç de fosforilar IRAK-1 mitjançant la fosforilació creuada. D'aquesta manera aconsegueix activar IRAK-1, contribuint així amb la seva activitat cinasa a la transducció del senyal .

## Gen IRAK-4

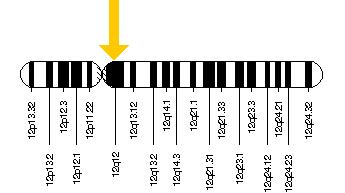
Localització gen IRAK-4.

La proteïna-cinasa-4 associada al receptor de la interleucina (IRAK-4) és una proteïna codificada pel gen IRAK-4 [Homo Sapiens], localitzat al braç llarg (q) del cromosoma 12 a la posició 12. Aquest gen conté la informació genètica necessària per fabricar la proteïna resultant IRAK-4 que té un paper important en la immunitat innata, transmeten els senyals dels receptors de tipus Toll. Els TLR reconeixen antígens comuns en tots els patògens (lipopolisacàrids bacterians i altres patrons moleculars), constituint així la primera defensa davant d'una infecció.
Es tracta d'un dels gens encarregats de codificar les vies de senyalització intracel·lular que dirigeixen l'activació del factor nuclear de transcripció NF-kB. L'activació d'aquest factor és la via original central de la senyalització en la immunitat, ja que posarà en marxa la transcripció d'una sèrie de gens responsables tant de la resposta innata com de l'adaptativa. Aquesta via es manté gràcies a certes proteïnes, totes codificades pel seu específic gen. Una d'elles és l'IRAK-4, que té activitat cinasa de fosforilació.

### Activitat de cinasa
Les cinases són enzims que catalitzen la fosforilació a nivell de substrat, en la que un grup fosfat es transfereix des d'ATP a un substrat específic. Per fer-ho, requereixen un ió metàl·lic divalent com l'ió magnesi (Mg2+) o l'ió manganès (Mn2+). Aquesta fosforilació es pot resumir en la reacció següent: Substrat + ATP → Substrat-(Pi) + ADP
Un tipus d'enzim cinasa són les proteïnes-cinases, que tenen com a substrat una proteïna. Aquestes transfereixen el fosfat de l'ATP a un aminoàcid determinat de la proteïna diana que és específica per cada proteïna-cinasa. La reacció donada es resumeix en: 
ATP + proteïna → ADP + Fosfoproteïna
Dins de la família de les IRAKs, s'ha observat que les IRAK-1 i les IRAK-4 tenen una activitat intrínseca de cinases, però el rol d'aquesta activitat en les IRAK-4 no és del tot clar i fins i tot presenta certa controvèrsia. D'una banda, alguns estudis mostren que la reconstitució de la mutant IRAK-4 amb l'activitat de cinasa inactiva recupera totalment la resposta de la IL-1β, mentre que d'altres mostren com aquesta recuperació és parcial, ja que només es recupera una part de la resposta de les IL-1β. No obstant això, s'ha demostrat que l'activitat de cinasa de les IRAK-4 és essencial per la seva funció fisiològica, ja que l'absència d'aquesta disminueix en gran manera les respostes proinflamatòries regulades pel TLR.

## Funció
El paper clau l'IRAK-4 en la iniciació de la resposta immunitària innata contra els patògens externs ve donada gràcies a les seves capacitats moleculars d'unió amb l'ATP i amb ions magnesi i a la seva activitat com a cinasa.

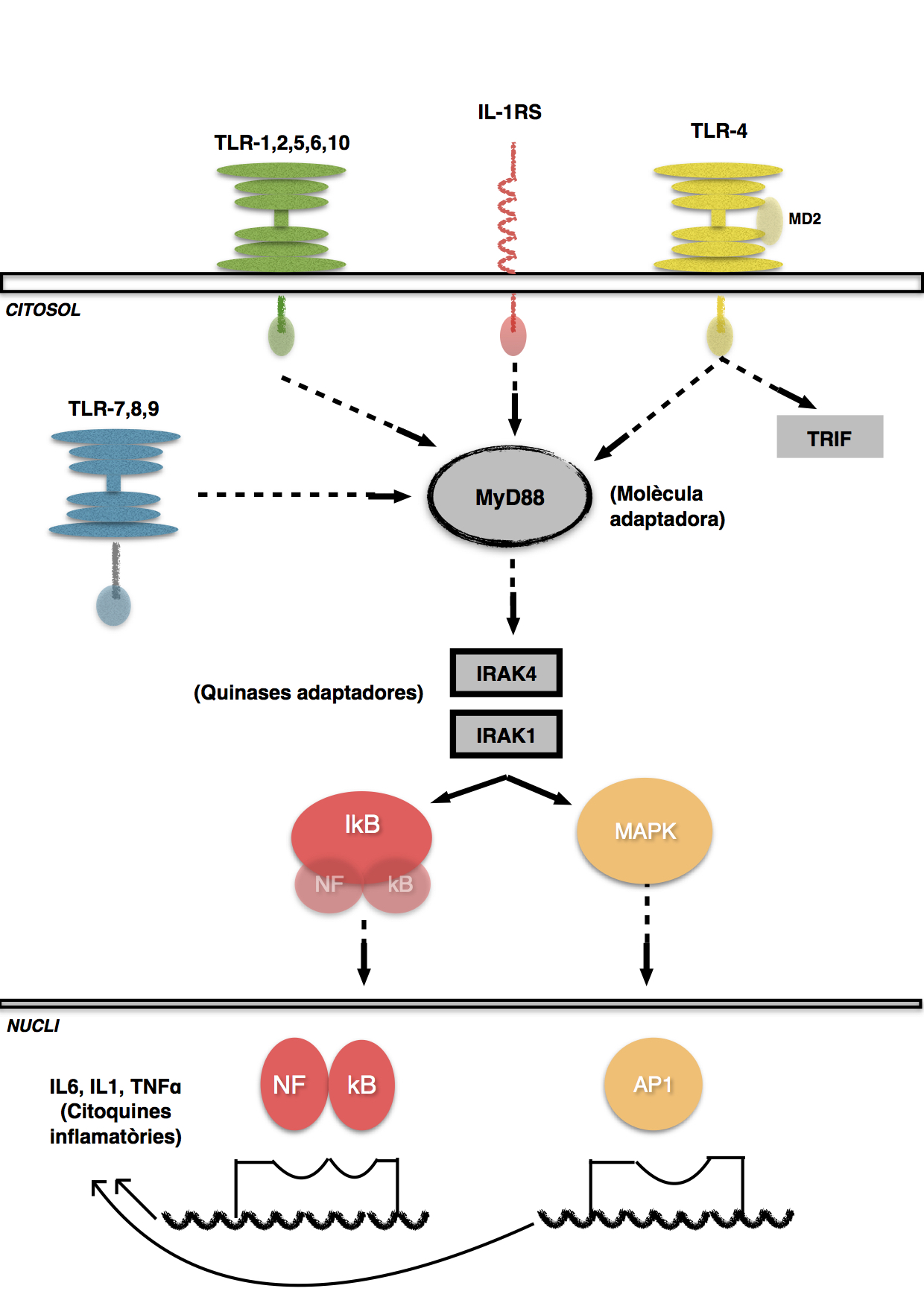
El paper de la IRAK4 dins la via de senyalització dels receptors de tipus Toll.

Les IRAKs són importants mediadors en la transducció de senyals dels receptors Toll i IL-1R. Tots els TLR estan involucrats en el sistema immunitari dels organismes, sigui pel reconeixement o bé com a receptors per a les citocines proinflamatòries. Juguen, per tant, un paper crucial en el pas de la immunitat innata a l'adaptativa en els mamífers. El nou membre de la família IRAK amb les propietats de cinasa, IRAK-4, intervé en les vies de senyalització dels receptors TLR's i els IL-1R. Tant uns com els altres són components centrals dels mecanismes de defensa de diferents espècies, ja que els primers reconeixen i s'uneixen a patrons moleculars associats a patògens, i els segons tenen accions estimuladores i inhibidores de diversos tipus de cèl·lules, i inclús poden provocar-ne l'apoptosi. La funció molecular que té més importància en la transducció del senyal és la capacitat de catalitzar aquestes reaccions: 
ATP + proteïna serina → ADP + proteïna serina fosforilada, i ATP + proteïna treonina → ADP + proteïna treonina fosforilada.
El paper d'aquestes Ser/Thr cinases és l'acoblament de les reaccions primerenques dels complexos receptors presents en la membrana plasmàtica amb els grans signalosomes del citosol. IRAK-4 és una proteïna Ser/Thr cinasa i, per tant, és capaç de catalitzar-les.
Aquesta proteïna-cinasa endògena s'encarrega d'activar el factor nuclear NF-kappa-B en les vies de senyalització de tant els receptors Toll (TLR) com els receptors dels limfòcits-T (TCR). Gràcies a la seva activitat de fosforilació, funciona com una cinasa IRAK1 desencadenant fosforilacions que activaran les cascades de senyalització originades en el domini TIR dels TLR, el qual posseeix quatre adaptadors: MyD88, TIRAP/MAL, TRIF i TRAM. Aquests adaptadors estan associats amb les interaccions del domini TIR, sent diferents els adaptadors segons el tipus de TLR activat.
El domini intracel·lular del TLR (TIR) interacciona amb el domini homòleg de l'adaptador MyD88 i aquest interacciona amb una sèrie de cinases, en concret les IRAK. La IRAK-4, al mateix temps que la IRAK-1, és ràpidament reclutada per l'adaptador MYD88 per formar el complex ternari midosoma juntament amb l'IRAK2. La proximitat entre les dues cinases provoca la fosforilació d'IRAK-1 per part d'IRAK-4. La fosforilació de l'IRAK-1 n'estimula la seva activitat cinasa i intensifica la seva autofosforilació.
Un cop fosforilada, l'IRAK-1 es dissocia del complex receptor format i s'associa ràpidament i transitòriament amb el receptor-associat factor-6 (TRAF6) mitjançant la via dependent IL-1. Posteriorment interacciona amb diversos grups proteics, formats per TAK-1 i TAB1 i 2, per activar la via MAPK (proteïnes-cinases activades per mitògens). Formant així un complex intermediari requerit per la successiva activació del NF-kappa-B. Ja format el complex proteic sorgiran 2 vies independents de senyalització: la que desemboca en l'activació de les MAP cinases (MAPC) i la que condueix a l'activació del sistema NF-.
Tal com es veu en l'esquema; en la primera ruta, l'activació de TAK1 desemboca en la translocació del dímer NF-kB i, en la segona ruta, indueix a la fosforilació de les MAPK's cinases, promovent la translocació del factor nuclear AP1. El factor NF-kB és una part clau en la regulació immunològica e inflamatòria, ja que regula la transcripció de gens com IL-6, IL-1β, TNF-α, etc. La producció d'aquestes citocines proinflamatòries és considerada com un marcador de l'activació dels TLRs.

### Via de senyalització dels TLR
Els receptors de tipus Toll són una família de glicoproteïnes transmembrana de tipus I, expressats tant en teixits limfoides com no limfoides. Estructuralment consten d'un gran domini extracel·lular (550-980 aminoàcids) que consisteix en dominis N-terminals extracel·lulars, rics en repeticions de leucina, que són més variables que els dominis del citoplasma reflectint així les diferències entre els seus lligands. Un cop units als seus lligands, els TLRs formen dímers que poden ser homo o heterogenis, pas que resulta essencial en la seva activació. Tots ells comparteixen un domini intracel·lular (citoplasmàtic) anomenat domini TIR (Toll/IL-1 Receptor) d'uns 200 aminoàcids de longitud, similar al domini intracel·lular del receptor d'interleucina 1, que és l'encarregat d'iniciar la via de senyalització per la qual els receptors afecten l'activitat cel·lular en la presència dels seus lligands. El domini TIR s'uneix amb altres dominis homòlegs de proteïnes adaptadores com la MyD88, donant lloc a una contínua transmissió del senyal.
Hi ha 2 vies de senyalització dels TLRs: la que requereix la proteïna adaptadora MyD88, on actua l'IRAK4, i la MyD88 independent. La via per defecte, excepte pel TLR-3, és la via dependent de MyD88.

#### Via dependent de MyD88
L'adaptador del citosol MyD88 interacciona amb els TLRs i els IL-1Rs a través d'un domini TIR compartit, induint la síntesi de citocines inflamatòries com IL-1, IL-8, TNF-alfa i IL-12. MyD88 consta d'un domini TIF que s'uneix amb el domini TIF del corresponent receptor activat. Com a resposta a la unió, MyD88 recluta cinases activadores de la família IRAK a través del seu Death Domain. Concretament, la molècula MyD88 forma un pont des dels TLRs i IL-1RS fins a les 2 cinases activadores conegudes com a IRAK-4 i IRAK-1. Les cinases activen llavors les vies de senyalització del NF-kB i el MAPK. Les proteïnes IRAK interactuen amb TRAF-6, permeten que aquest activi al complex proteic format per TAK1 i TAB1 i 2. TAK1 fosforilarà el complex IKK, activant-lo, i aquest actuarà destruint l'inhibidor de NF-kB. NF-kB, ara lliure, entra en el nucli i augmenta la transcripció de certs gens que actuen en la resposta inflamatòria, el control de la proliferació cel·lular i la resistència a l'apoptosi. La via de senyalització dels TIR, duta a terme pel MyD88 i l'IRAK-1 desemboca, per tant, en la síntesi de citocines inflamatòries.

#### Via independent de MyD88
La via MyD88 independent, utilitzada en la senyalització de TLR-3, involucra a l'adaptador TRIF, que costa també d'un domini TIR. L'adaptador TRIF, tal com passa amb MyD88, activa a TRAF-6 i promou la producció del factor de transcripció NF-kB. La finalitat de la senyalització a través d'aquesta via és la producció d'IFN, una proteïna dirigida específicament contra els virus.

## IRAK-4 i immunodeficiència
La deficiència d'IRAK-4, causada per mutacions en el gen IRAK-4 el qual està situat al cromosoma 12q12, és una immunodeficiència primària autosòmica recessiva associada a una major susceptibilitat a les infeccions invasives provocades per agents piògens. Aquestes mutacions poden ser homozigotes o heterozigotes compostes i afecten els receptors Toll exceptuant les vies dels receptors TLR-3, on no actua l'IRAK-4. En concret, el dèficit d'IRAK-4 o de MyD88, causat per mutacions en els respectius gens, afecta els limfòcits i als monòcits, provocant un defecte funcional en la via dels receptors Toll.
Es tracta de malalties d'herència autosòmica recessiva que desemboquen en infeccions piogèniques. Les cèl·lules sanguínies d'aquests pacients mostren una inducció defectuosa de subconjunts de gens després d'exposar-les a estímuls in vitro microbians. Els individus amb dèficit d'IRAK-4 són incapaços de mantenir una resposta constant d'anticossos estable i presenten infeccions piogèniques recurrents, tals com pneumònia, artritis sèptica, cel·lulitis, osteomielitis, otitis mitjana, meningitis i sinusitis. El dèficit d'aquesta proteïna provoca una malaltia del sistema immunològic, ja que aquesta és l'encarregada de senyalitzar la via que reconeix els patògens als inicis de la inflamació (interleucina toll-1). Aquestes vies de senyalització són part de la resposta immunitària, la qual és la resposta no específica del nostre organisme d'organismes patògens. Les infeccions més comunes són causades pels bacteris Streptococcus prenumoniae, Staphylococcus aureus i Pseudomonas aeruginosa.
Aquestes invasions poden afectar la sang (septicèmia), a la membrana que cobreix el cervell i la medul·la espinal (meningitis) o les articulacions (amb la consegüent inflamació i artritis). També poden provocar el trencament de teixits i la producció de pus (abscés) a òrgans interns. A més, els afectats poden tenir infeccions a les vies aèries, a la pell, o als ulls. Encara que la febre és una reacció molt comuna en infeccions bacterianes, molts afectats amb deficiència d'IRAK-4, no presenten febres altes encara que la infecció sigui severa. La teràpia intravenosa d'immunoglobulina (IVIG), un antibiòtic profilàctic, i l'administració de la vacuna antipneumocòccia ha aconseguit resultats exitosos en alguns casos. El pronòstic de molts pacients és bo, ja que les infeccions resulten ser menys freqüents amb l'edat. De totes maneres, la meningitis bacterial ha provocat la mort en certes ocasions, normalment quan s'ha tingut durant la infància.
Les malalties causades per la deficiència d'IRAK-4 són rares i de distribució mundial. El defecte funcional en la via de senyalització dels TLR, que resulta en infeccions bacterianes (piògens), és present en tan sols 48 casos arreu del món (Picard, Medicine 2010).

### Mutacions
Les mutacions del gen de l'IRAK-4 que s'ha demostrat que tinguin relació amb el mal funcionament de l'IRAK-4 i, per tant, en l'aparició de la immunodeficiència primària són:

#### R12C
Canvi d'Arginina (R) a Cisteïna (C) en la posició 12. Permutació d'un aminoàcid bàsic de gran mida (R) per un de mida mitjana i polar (C). La mutació està implicada en la pèrdua de la interacció amb la proteïna adaptora MyD88 i la disminució de l'estabilitat de la proteïna. Causant infeccions bacterianes i fúngiques en nens que, d'altra banda, estarien sans.
Localització: MNKPITPSTYV R CLNVGLIRKLSDFIDPQEGW

#### G298D
Canvi de Glicina (G) a Aspartat (D) en la posició 298. Permutació d'un aminoàcid petit sense propietats hidròfobes ni hidròfiles (G) per un de mida mitjana i àcid (A). La mutació està implicada en la disminució de la inhibició del complex NF-kB d'activació, perjudicant la migració dels neutròfils i la fagocitosi.
Localització: DGTPPLSWHMRCKIAQGAAN G INFLHENHHIHRDIKSANIL

#### R391H
Canvi de l'Arginina (R) a la Histidina (H) en la posició 391. Permutació d'un aminoàcid bàsic de gran mida (R) per un de mida mitjana i polar (H). La mutació està implicada en la deficiència de IRAK-4, provocant un probable poliformisme neutral.
Locaclització: YSFGVVLLEIITGLPAVDEH R EPQLLLDIKEEIEDEEKTIE

#### K213A
El canvi de la Lisina (K) per l'Alanina (A) resulta en la pèrdua de l'activitat de la cinasa.